# Stefan Schwarzmann
Pour les articles homonymes, voir Schwarzmann.
Stefan Schwarzmann est un batteur allemand de heavy metal, né le 11 novembre 1965 à Erlangen. Il est connu comme batteur de différents groupes de heavy metal tels que Running Wild, U.D.O. ou Accept.

## Biographie
Stefan Schwarzmann est né le 11 novembre 1965 à Erlangen, en Bavière, (Allemagne).
Il a été membre de plusieurs groupes importants de la scène metal allemande et suisse, parmi lesquels Accept,, ; U.D.O.,,, Running Wild,,, X-Wild, Krokus ou encore Helloween,.
Schwarzmann est bien connu en tant que membre du groupe Accept, avec lequel il joue dans les années 1990, 2000 et 2010. Lorsque le groupe se reforme en 2005, il apparaît comme le premier choix, car ancien membre du groupe avant la séparation.
Schwarzmann rejoint Helloween, en remplacement de l'ancien batteur Mark Cross, en 2003. Bien qu'étant en bons termes avec les membres du groupe, il décide de les quitter, en raison des trop grandes différences de goûts musicaux, au terme de la tournée Rabbits on the run, début 2005.
En 2014, Schwarzmann forme son propre groupe Pänzer, en compagnie d'Herman Frank, guitariste d'Accept, et de Schmier, bassiste-chanteur de Destruction. L'idée de départ est venue d'une discussion avec Nobert Mandel (propriétaire du Z7) lors d'une pause durant la tournée d'Accept ; il souhaitait occuper son temps mort. Mandel lui suggère de former un trio avec Frank. Schwarzmann prend contact pour former le groupe. Pänzer propose une musique à mi-chemin entre les rythmiques et les mélodies du heavy metal traditionnel et l'agressivité du thrash metal.

## Discographie

### AvecRunning Wild
- 1988 - Ready for Boarding (en)[11].
- 1989 - Port Royal[12].

### AvecU.D.O.
- 1989 - Mean Machine[13].
- 1990 - Faceless World[14].
- 1991 - Time Bomb[15].
- 1997 - Solid[16].
- 1998 - No Limits[17].

### AvecAccept

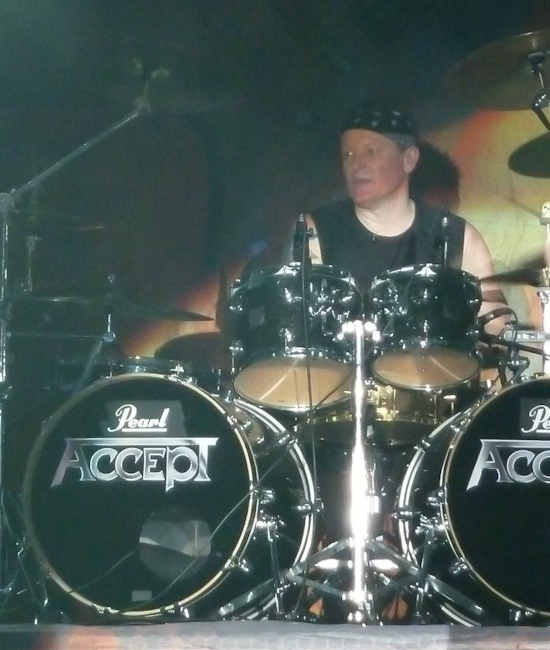
Stefan Schwarzmann est l'actuel batteur d'Accept, groupe qu'il avait déjà rejoint dans les années 1990 lors de l'enregistrement et la tournée de l'album Death Row, en remplacement de Stefan Kaufmann

- 1994 - Death Row (sur les titres Bad Habits Die Hard et sur Prejudice).
- 2010 - Blood of the Nations[18].
- 2012 - Stalingrad.
- 2014 - Blind Rage.

### Avec X-Wild
- 1994 - So What[19].
- 1994 - Monster Effect[19].

### AvecHelloween
- 2003 - Rabbit Don't Come Easy[20].

### AvecKrokus
- 2006 - Hellraiser[19].

### Avec Thomsen
- 2009 - Let's Get Ruthless.

### Avec Pänzer[21]
- 2014 - Send them All to Hell.
- 2017 - Fatal Command.

### Ouvrages
: document utilisé comme source pour la rédaction de cet article.
- (en) Colin Larkin, The Encyclopedia of Popular Music, Oxford University Press, 2006, quatrième édition (ISBN 978-0-19-531373-4). .
- (en) James Montgomery et al., Metal File : Korn, Motorhead, Ozzfest, Black Dahlia Murder And Life Of Agony In This Week's Hard News, MTV, 2005 (lire en ligne). .
- (en) Martin Popoff, Metal Heart : Aiming High with Accept, Power Chord Press, 2016, 260 p. (ISBN 978-0-9918963-9-4). .
- (en) Garry Sharpe-Young, Metal : The Definitive Guide, Londres, Jawbone Press, 2007, 495 p. (ISBN 978-1-906002-01-5). .

### Sources Internet
- Photo Tilco, « Accept: Stefan Schwarzmann », sur Hardforce, 2013 (consulté en décembre 2016). .
- Ralf « Jogi » Ruhenstroth, « Hellraiser: 14 neue Stücke auf einem Album und das war noch nicht das Ende der Fahnenstange! (interview avec Stefan Schwarzmann », sur rocktimes.de, 2006 (consulté le 3 décembre 2016). .